# Gisela Peters-Rohse
Gisela Peters-Rohse, geb. Rohse, (* 10. November 1938 in Stade; † 28. Dezember 2023 in Köln) war eine deutsche Tänzerin, international renommierte Kindertanzpädagogin und Autorin.

## Kurzbiografie
Gisela Rohse wuchs als Tochter des Landwirtschaftsrats Hermann Rohse und seiner Frau, Grete von Borstel, zunächst in Jork, dann in Stade mit zwei Geschwistern auf. Seit der Kindheit und bis zum Abitur in einer lokalen Ballettschule ausgebildet, absolvierte sie ab 1958 die tänzerische Berufsausbildung bei Lola Rogge in Hamburg bis zur Bühnenreife. Sie schloss diese zunächst 1960 mit Auszeichnung als „Staatlich geprüfte Lehrerin für tänzerische Körperbildung und Laientanz“ und 1961 mit der Abschlussprüfung für Theatertanz vor dem paritätischen Prüfungsausschuss ab. Noch 1961 nahm sie ein Engagement als Tänzerin an das Theater Koblenz an, dem in der Spielzeit 1961/62 das Theater Flensburg und 1962 das Theater Osnabrück folgten. 1962 und 1963 erweiterte sie ihre tanzpädagogische Ausbildung in Hamburg, die sie 1963 mit der Tanzpädagogen-Prüfung für Theatertanz (Klassisch – Modern – National) abschloss (unter den Prüfern: Yvonne Georgi, Karl Bergeest und Kurt Peters).
Von 1963 bis 1967 arbeitete sie als Tanzpädagogin an der Lola-Rogge-Schule in Hamburg. Dann heiratete sie Kurt Peters und folgte ihm nach Köln, da sein Tanzarchiv in Hamburg keine dauerhafte Unterstützung durch den Senat erhielt und diese dem Archiv von Kurt Hackenberg, dem Beigeordneten für Kunst und Kultur der Stadt Köln zugesagt wurde. Von 1968 bis 1970 leitete Gisela Peters ein eigenes Tanzstudio in Köln.
Von 1970 bis 1989 war sie als Dozentin an der Rheinischen Musikschule Köln beschäftigt und leitete die Abteilung Kinderballett und das Pädagogenseminar für Kindertanz. Seit 1986 war sie zudem Dozentin am Institut für Bühnentanz, heute Hochschule für Musik und Tanz Köln, in den Abteilungen Gymnasiale Berufsausbildung/Jungstudierende und Pädagogenseminar. Unterrichtsfächer: Labans Raum- und Bewegungslehre, Improvisation und Folkloretanz. Sie führte mehr als 100 eigene Kindertanzchoreographien auf.
Als Gastdozentin war Peters-Rohse nicht nur in vielen Städten Deutschlands und Europas wie London, Paris, Antwerpen, Brüssel, Den Haag, Budapest, Moskau, St. Petersburg, Basel, Luzern oder Zürich tätig, sondern auch in China, Indonesien, Brasilien und Ecuador. Sie arbeitete auch als Choreographin für Schauspielaufführungen, so am Schauspielhaus Hamburg (Gustaf Gründgens), Schauspiel Bonn-Bad Godesberg (Rudolf Noelte) und Theater am Dom, Köln (Wolfgang Forester). Professionellen Fotografen und Fotografinnen stand sie zudem von der Jugend bis ins hohe Alter immer gern für Werbung, Porträts und Kunstfotos zur Verfügung. Sie war Mitarbeiterin der Zeitschrift Das Tanzarchiv seit 1965 und Herausgeberin dieser Zeitschrift von September 1978 bis Dezember 1980.

## Würdigungen
- „Sie hat sich über Jahrzehnte ihren zündenden pädagogischen Enthusiasmus bewahrt.“ Klaus Geitel
- „Gisela Peters-Rohse ist eine Legende im Bereich des Kindertanzes und genießt wie keine zweite deutsche Pädagogin in diesem Metier auch international höchstes Ansehen.“ Frank-Manuel Peter[1]

## Veröffentlichungen
- Das Kind und sein Tanz. (Ihre Methodik der Kindertanzpädagogik). Hrsg. vom Deutschen Tanzarchiv Köln. Noetzel: Wilhelmshaven 2012. ISBN 978-3-7959-0952-9
- Vorschulkinder-Tanzerziehung. Verlag Das Tanzarchiv, Köln 1977
- Kinder tanzen. Verlag Das Tanzarchiv, Köln 1969

Gisela Peters-Rohse verfasste zahlreiche Beiträge in Fachzeitschriften und in sonstigen Fachpublikationen.

## Filme
- „Zeugen des Tanzes: Katja Schneider trifft Gisela Peters-Rohse.“ Deutsches Tanzfilminstitut Bremen, 2017.
- „Der Eintänzer“. Tanztheater von Fabian Aimar & Günther Grollitsch, inspiriert von Texten von Billy Wilder. Tanz: Gisela Peters-Rohse und Günther Grollitsch, Premiere 2. Februar 2018. Deutsches Tanzfilminstitut Bremen, 2018.